# Pouch Cove
Pouch Cove är en ort i Kanada.   Den ligger i provinsen Newfoundland och Labrador, i den östra delen av landet, 1 800 km öster om huvudstaden Ottawa. Pouch Cove ligger 10 meter över havet och antalet invånare är 1 866.
Terrängen runt Pouch Cove är platt åt sydost, men åt nordväst är den kuperad. Havet är nära Pouch Cove norrut. Runt Pouch Cove är det ganska glesbefolkat, med 43 invånare per kvadratkilometer.. Närmaste större samhälle är Torbay, 11,4 km söder om Pouch Cove. 
I omgivningarna runt Pouch Cove växer i huvudsak blandskog.